# 伊索拉德尔坎托内
伊索拉德尔坎托内（義大利語：Isola del Cantone），是意大利热那亚省的一个市镇。总面积47.8平方公里，人口1551人，人口密度32.4人/平方公里（2009年）。ISTAT代码为010027。